# Station Middelfart
Station Middelfart is een station in Middelfart in Denemarken. Het huidige station is geopend op 14 mei 1935. Eerder had de plaats al een station dat echter sinds de aanleg van de spoorbrug over de Kleine Belt niet meer wordt gebruikt. Het station ligt aan de lijn van Nyborg naar Fredericia. Direct na de brug, op Jutland, splitst de lijn met een aftakking naar het zuiden richting Kolding en Padborg.

## Geschiedenis
Het huidige station is het tweede station van Middelfart. Het eerste lag aan het oude tracé van de spoorlijn Nyborg - Fredericia richting Strib en werd gesloten in 1935 toen de brug over de Kleine Belt in gebruik werd genomen. Het eerste station van Middelfart bestaat nog steeds.

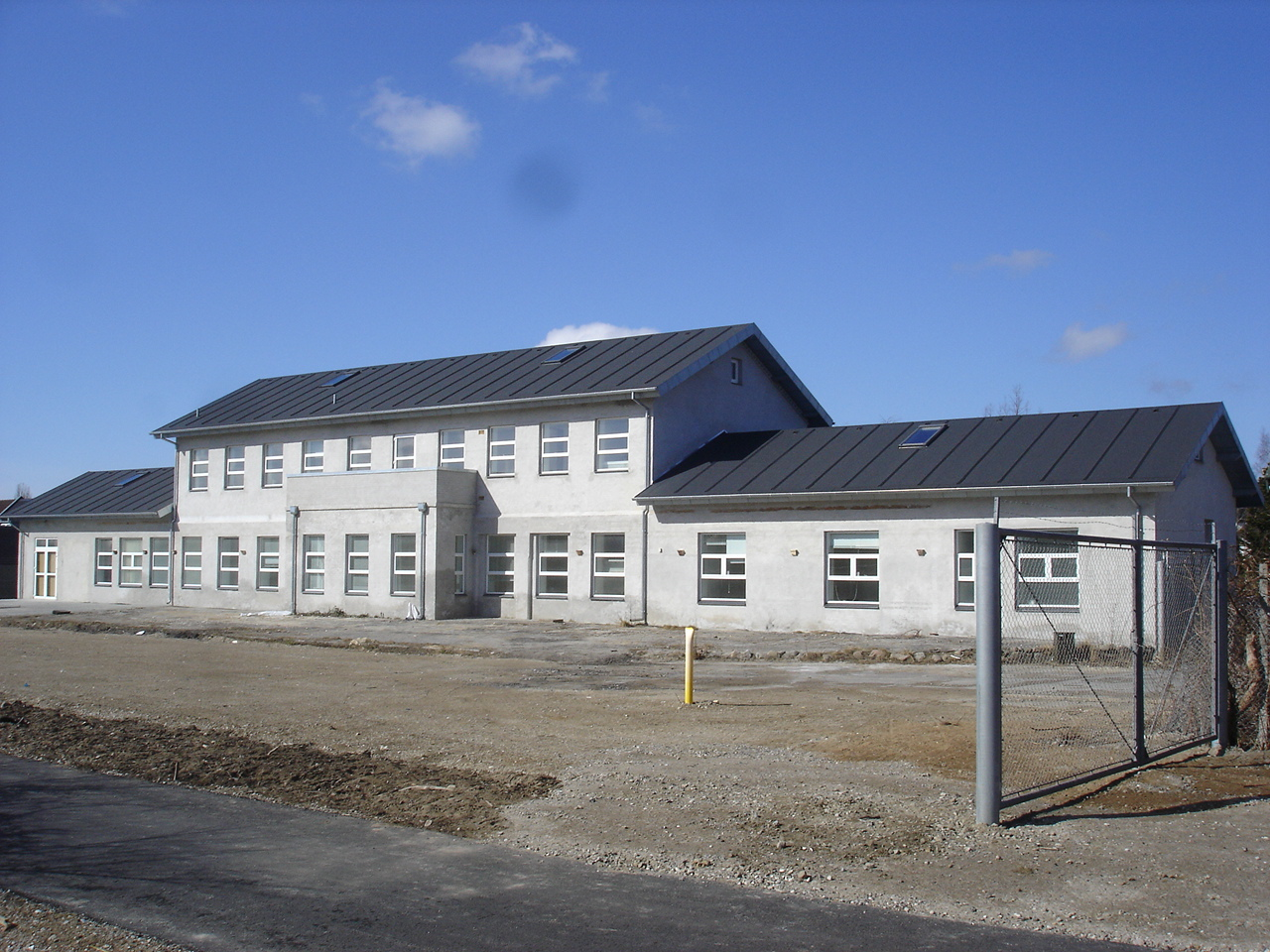
Het oude station